# 상징적 그녀
"상징적 그녀"(Swellfish)는 한국에서 제작된 김은호 감독의 2006년 코미디, 드라마 영화이다. 고수희 등이 주연으로 출연하였다.

## 출연

### 주연
- 고수희
- 안성일
- 김도균

## 기타
- 조명: 이준일
- 조연출: 김건
- 미술: 김희석